# Virlog
Virlog je naselje v Občini Škofja Loka.